# Aldo Falchi
Aldo Falchi (Genova, 1889 – Savigliano, 3 agosto 1942) è stato un calciatore e militare italiano, di ruolo centrocampista.

## Biografia
Fu militare in varie occasioni, poiché partecipò alla Grande guerra, alla campagna sul Fronte occidentale, a quella dell'Albania e della Grecia.
Al termine degli anni Dieci del Novecento ricoprì il ruolo di ala sinistra della prima squadra del Torino, ai tempi di Heinrich Bachmann, Carlo Capra e dei fratelli Mosso I e Mosso III, nell'immediato primo dopoguerra, soltanto per qualche stagione. Giocatore atletico e veloce ebbe un periodo di ottima forma e notorietà. 
Nel 1942 muore all'Ospedale militare di Savigliano con il grado di capitano degli Alpini: tre mesi prima era rientrato invalido dai Balcani.

## Statistiche

### Presenze e reti nei club
| Stagione        | Squadra         | Campionato      | Campionato | Campionato |
| Stagione        | Squadra         | Comp            | Pres       | Reti       |
| --------------- | --------------- | --------------- | ---------- | ---------- |
| 1919-1920       | Torino          | Prima categoria | 1          | 1          |
| 1920-1921       | Torino          | Prima categoria | 14         | 2          |
| 1921-1922       | Torino          | Prima Divisione | 18         | 5          |
| 1922-1923       | Torino          | Prima Divisione | 22         | 7          |
| 1923-1924       | Torino          | Prima Divisione | 19         | 3          |
| Totale Torino   | Totale Torino   | Totale Torino   | 74         | 18         |
| Totale carriera | Totale carriera | Totale carriera | 74         | 18         |